# 宝善桥

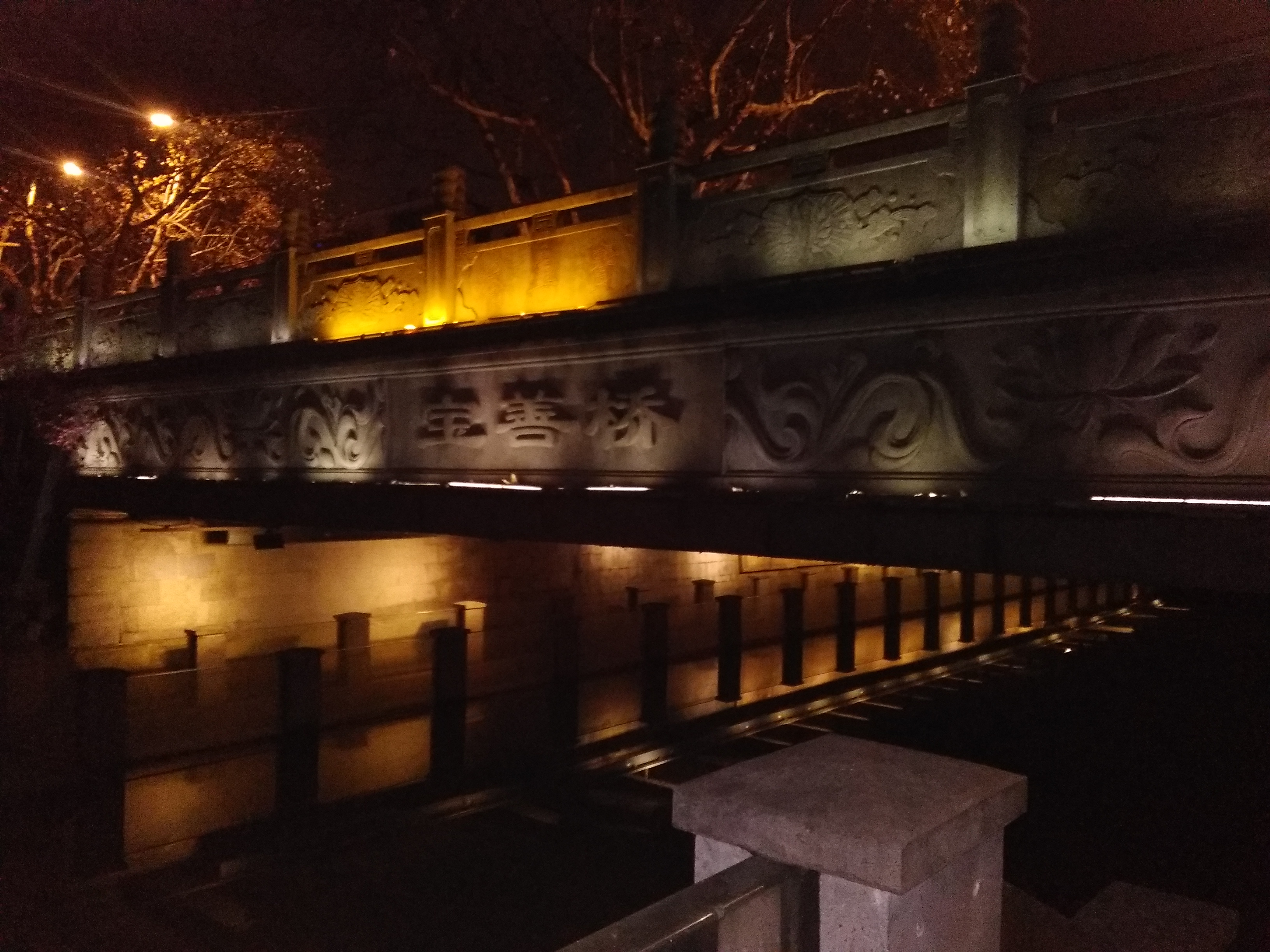
宝善桥

宝善桥位于杭州市下城区，横跨于东河之上。桥长36.8米，宽32米。

## 历史
乾隆二年（1737年），茅瀚、陆凫川、宗楷等人修建了该桥，因茅瀚晚年皈依佛门，法号宝善，故名宝善桥。咸丰七年（1857年）宝善桥坍塌，乡人“乐成善举”，重建了宝善桥。同治八年（1869年）洑贻孙等重修，并由俞嘉森撰写《重修宝善桥记》。光绪八年（1882年）再次重建。1929年第四届中华民国全国运动会在杭州大营盘举行，从梅东高桥至宝善桥路面都铺成碎石路以通汽车，宝善桥也从拱桥改为平桥。1981年拓宽体育场路时改建成双曲拱钢筋水泥桥。